# Tweede Slag bij Auburn

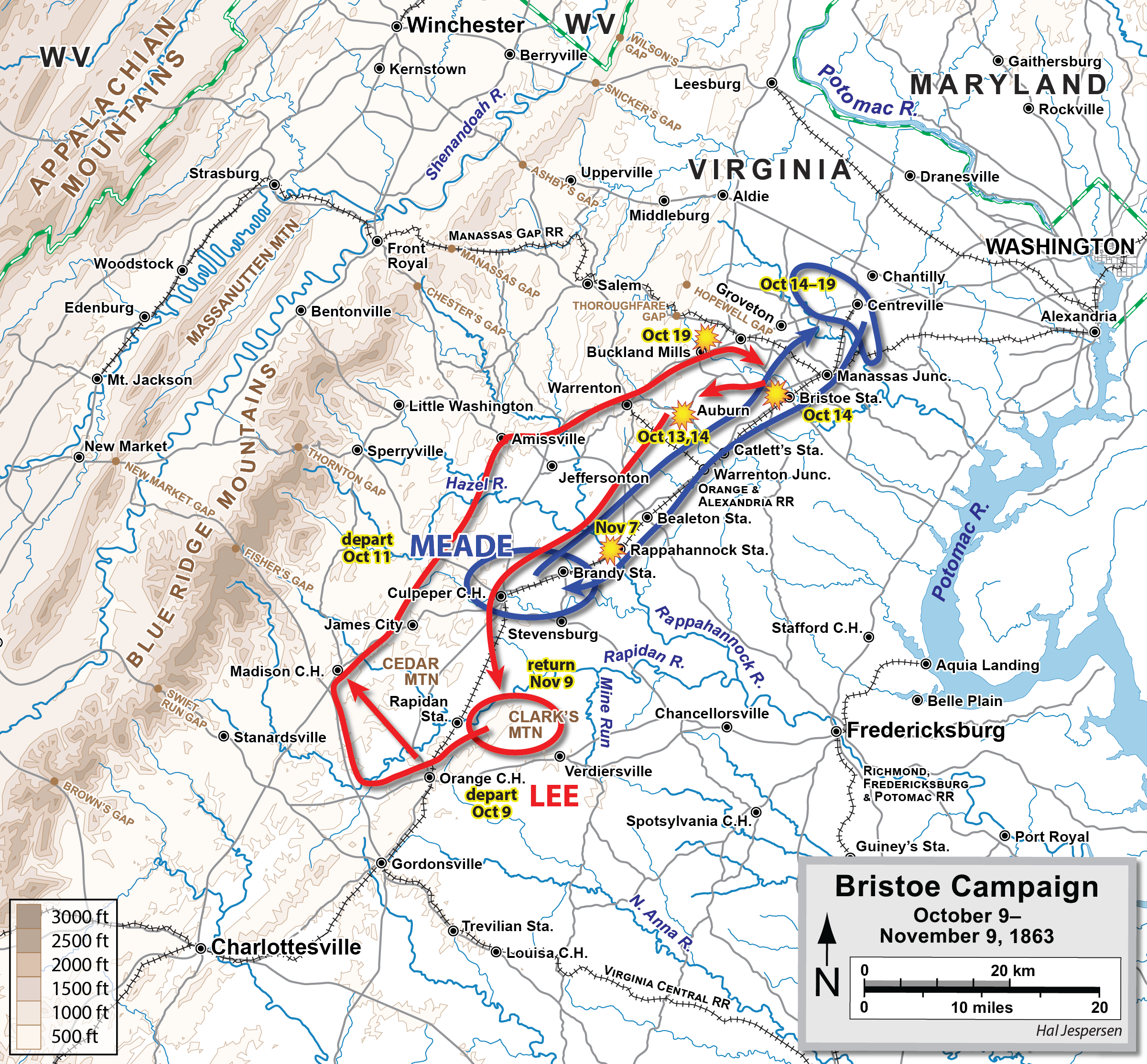
Bristoe-veldtocht

De Tweede Slag bij Auburn vond plaats op 14 oktober 1863 nabij het nu niet meer bestaande dorpje Auburn in Fauquier County, Virginia tijdens de Amerikaanse Burgeroorlog. De Zuidelijke strijdkrachten onder leiding van luitenant-generaal Richard S. Ewell botsten met de achterhoede van het Noordelijke III Corps onder leiding van brigadegeneraal John C. Caldwell. Tijdens de strijd slaagde Stuarts cavalerie erin uit een precaire situatie te ontsnappen. Stuart was de dag voordien ingesloten geraakt toen hij een raid uitvoerde op de Noordelijke communicatielijnen.

## Achtergrond
Op 10 oktober 1863 ging generaal Robert E. Lee voor de eerste keer sinds de Gettysburgveldtocht over tot de aanval. Hij probeerde de vijandelijke rechterflank te omtrekken die tussen zijn leger en Washington, D.C. lag. Toen Lee zijn opmars inzette, trok Meade zijn leger terug van de rivier de Rapidan naar Centreville. Zo hoopte Meade een flankeerbeweging te vermijden. Op 13 oktober werd J.E.B. Stuart naar Catlett’s Station gestuurd om te achterhalen waar de Noordelijke linkerflank zich bevond.
Daar aangekomen hadden zijn verkenners de Noordelijke bagagetrein waargenomen die begeleid werd door de cavalerie van brigadegeneraal John Buford. Stuart liet een detachement achter bij Auburn en trok met zijn eenheden op om de bagagetrein te veroveren. Door slechte verkenningsopdrachten rondom zijn positie wist Stuart niet dat het Noordelijke II en III Corps zich niet ver van Auburn bevonden. De Noordelijken hadden hun cavalerie naar hun flank gestuurd om hun infanterie te beschermen tegen de Zuidelijke cavalerie bij Warrenton. Zonder cavaleriesteun botste de voorhoede van de Noordelijke III Corps op de Zuidelijken bij Auburn. Deze confrontatie was de Eerste Slag bij Auburn. Het kleine Zuidelijke detachement werd verjaagd door de numeriek sterkere Noordelijken. Stuart zat gevangen tussen de infanteriekorpsen enerzijds en Buford met de bagagetrein anderzijds. Hij leidde zijn 3.000 soldaten en 7 kanonnen naar de relatieve veiligheid van een bebost ravijn ten oosten van Auburn. Tijdens de nacht stuurde Stuart koeriers uit naar Robert E. Lee om hem op de hoogte te brengen van zijn precaire situatie. Lee stuurde Richard S. Ewells korps eropuit om Stuart te ontzetten.
Op 14 oktober om 03.00u vertrok Warrens III Corps vanuit Three Mile Station naar Catlett’s Station. De oversteekplaats bij Cedar Run was modderig door de oversteek van het II Corps tijdens de nacht. De bagagewagons ondervonden moeilijkheden om door de modder te geraken. Warren stuurde de brigade van John C. Caldwell naar de hoger gelegen gedeelten aan de overkant van de oversteekplaats om de andere eenheden te beschermen. Op de nabijgelegen heuvel zetten Caldwells soldaten hun tenten op en begonnen hun ontbijt te maken. Daarom kreeg de heuvel later de naam Coffee Hill. Caldwell had een linie met scherpschutters geformeerd om zijn stellingen te beschermen. Deze was in noordoostelijke richting georiënteerd.

## De slag
Rond 06.15 bereikte de voorhoede van Ewells korps onder leiding van generaal-majoor Robert E. Rhodes de voorposten van Caldwells brigade. Er brak een vuurgevecht los. De geluiden van het vuurgevecht waren ook in de ravijn waar Stuart zich verstopt had te horen. Hij stuurde verkenners uit om meer informatie te verzamelen. Toen Stuart te horen kreeg van de Noordelijke stellingen op Coffee Hill, liet hij zijn artillerie opstellen ten oosten van de heuvel. De Zuidelijke artillerie opende het vuur. Dit was een complete verrassing voor de Noordelijken. Caldwell draaide zijn kanonnen om op deze van de Zuidelijken te vuren. Hij stuurde zijn soldaten naar de westelijke flank van de heuvel om ze te beschermen tegen het vijandelijke kanonvuur en liet de divisie van brigadegeneraal Alexander Hays oprukken tegen de vijandelijke artillerie.
Om de artillerie te redden van Hays aanval stuurde Stuart brigadegeneraal James B. Gordon naar voor om een tegenaanval uit te voeren. Ondertussen probeerden de kanonniers de kanonnen in veiligheid te brengen. De tegenaanval sorteerde effect. Beide zijden vuurden op elkaar zonder dat een van de beide partijen de overhand haalde. Gordon kreeg opnieuw het bevel om aan te vallen om ditmaal de cavalerie van Stuart dekking te geven bij hun ontsnapping in zuidoostelijke richting. Gordon raakte gewond. Stuart ontsnapte en reed rond de Noordelijke stellingen. Hij vond aansluiting met de troepen van generaal-majoor Jubal A. Early en brigadegeneraal Fitzhugh Lee die zich ten zuidwesten van Auburn bevonden.
Nu verschoven de gevechten opnieuw naar Ewells slaglinie. Rhodes viel Coffee Hill aan. Caldwell herpositioneerde zijn kanonnen opnieuw om deze aanval te breken. Tussen 08.00 en 09.00u voerde Rhodes aanval na aanval uit terwijl de troepen van Early en Fitzhugh Lee uit zuidwestelijke richting naar het slagveld oprukten. Tegen 10.00u werd een artillerieduel uitgevochten terwijl de Noordelijken naar Catlett’s Station marcheerden. Tegen 13.00u waren de gevechten geluwd en trok ook Ewell zich terug naar zijn oorspronkelijke stellingen.

## Gevolgen
Na de gevechten telden beide zijden samen ongeveer 100 slachtoffers. Op strategisch vlak kunnen beide partijen deze slag als een overwinning claimen. De Zuidelijken hadden Stuart uit zijn precaire situatie gered en de Noordelijken hadden hun bagagetreinen beschermd. Robert E. Lee voerde de druk op de Noordelijke achterhoede op. Hij liet luitenant-generaal A. P. Hill de Noordelijke achtervolgen. Dit zou later op de dag resulteren in de Slag bij Bristoe Station.